# Lucius Aquillius Oculatius
Lucius Aquillius Oculatius war ein im 1. und 2. Jahrhundert n. Chr. lebender Angehöriger des römischen Ritterstandes (Eques).
Durch ein Militärdiplom, das auf den 24. September 105 datiert ist, ist belegt, dass Oculatius 105 Kommandeur der Cohors II Ituraeorum war, die zu diesem Zeitpunkt in der Provinz Aegyptus stationiert war. Oculatius stammte wahrscheinlich aus Flanona.